# NGC 423
NGC 423 este o galaxie spirală, posibil lenticulară, situată în constelația Sculptorul. A fost descoperită în 14 noiembrie 1835 de către John Herschel.